# Tamames
Tamames – gmina w Hiszpanii, w prowincji Salamanka, w Kastylii i León, o powierzchni 60,69 km². W 2011 roku gmina liczyła 918 mieszkańców.